# Citoyenneté indienne d'Outre-Mer
 (mai 2020).
Si vous disposez d'ouvrages ou d'articles de référence ou si vous connaissez des sites web de qualité traitant du thème abordé ici, merci de compléter l'article en donnant les références utiles à sa vérifiabilité et en les liant à la section « Notes et références ».
La citoyenneté indienne d'outre-mer (en anglais : Overseas Citizenship of India ; OCI) est une forme de citoyenneté (ou résidence permanente) accordée sous certaines conditions par l'État indien aux personnes pouvant prouver une ascendance indienne. Cette citoyenneté est payante, et son accord ou non est à la discrétion des autorités indiennes, en l’occurrence le système consulaire indien.
Ce statut permet aux personnes ayant prouvé leurs origines indiennes et à leur époux de vivre et travailler en Inde indéfiniment. Les personnes détentrices peuvent également posséder des terres en Inde et y investir. Elles ne peuvent cependant y exercer des pouvoirs politiques, comme le vote aux élections. Le gouvernement indien ne considère également pas les personnes détentrices comme détentrices d'une double citoyenneté.